# آلن تورن
آلن تورن انگلیسی: Alain Touraine؛ (۳ اوت ۱۹۲۵–۹ ژوئن ۲۰۲۳) جامعه‌شناسی اهل فرانسه است. او مدیر پژوهشی در مدرسه عالی مطالعات علوم اجتماعی بود و مرکز تحقیقات جنبش‌های اجتماعی را تأسیس کرده بود. وی پدیدآور اصطلاح «جامعه پساصنعتی» است. تورن بر اساس برآوردی مبتنی بر داده‌های «شاخص ارجاعات در حوزهٔ علوم اجتماعی»، در میان بیست دانشمند زنده‌ای قرار داشت که از سال ۲۰۰۰ تا ۲۰۱۵ در این حوزه بیشترین ارجاعات علمی را به خود اختصاص داده بودند. از مهمترین شاگردان او می‌توان به مانوئل کاستلز، فرانسوا دوبه و آلبرتو ملوچی اشاره کرد. دختر او ماریسول تورن، وزیر پیشین امور اجتماعی، بهداشت و حقوق زنان فرانسه است. آلن تورن همچنین برندهٔ جوایزی همچون لژیون دونور (فرمانده) شده‌است.
در ایران آثار او عمدتاً توسط سلمان صادقی زاده به فارسی برگردان شده‌است که از جملهٔ آنها می‌توان به «پارادایم جدید»، «برابری و تفاوت: آیا می‌توانیم با هم زندگی کنیم؟»، «دموکراسی چیست؟» و «بازگشت کنشگر: نظریهٔ اجتماعی در جامعهٔ پساصنعتی» اشاره کرد. کتابهای پارادایم جدید و برابری و تفاوت به ترتیب در سالهای ۱۳۹۷ و ۱۳۹۹ در زمرهٔ نامزدهای نهایی جایزهٔ کتاب سال ایران بوده‌اند.

## کتاب شناسی
- جامعه‌شناسی کنش (۱۹۶۵)
- جنبش ماه مه یا کمونیسم آرمانشهری(۱۹۶۸)
- جامعه پساصنعتی(۱۹۶۹)
- خود ـ تولیدی جامعه (۱۹۷۳)
- صدا و نگاه: جامعه‌شناسی جنبش‌های اجتماعی (۱۹۷۸)
- برابری و تفاوت: آیا می‌توانیم با هم زندگی کنیم؟ (۱۹۹۷)
- پارادایم جدید (۲۰۰۵)
- جهان زنان (۲۰۰۶)
- متفاوت بیندیشیم (۲۰۰۹)
- پایان جامعه (۲۰۱۳)
- ما سوژه‌های انسانی (۲۰۱۵)

### کتاب شناسی فارسی
- جامعه‌شناسی جنبش‌های اجتماعی، مترجمان: سلمان صادقی زاده و حسن ناصرخاکی، ناشر: طرح نو، چاپ نخست: ۱۴۰۱.
- بازگشت کنشگر: نظریهٔ اجتماعی در جامعهٔ پساصنعتی، مترجم: سلمان صادقی زاده، ناشر: نشر ثالث، چاپ نخست: ۱۴۰۰.
- دموکراسی چیست؟ مترجم: سلمان صادقی زاده، ناشر: نشر ثالث، چاپ نخست: ۱۳۹۹.
- برابری و تفاوت: آیا می‌توانیم با هم زندگی کنیم؟، مترجم: سلمان صادقی زاده، ناشر: ثالث، چاپ نخست: ۱۳۹۸ (این اثر به عنوان نامزد نهایی سی و هشتمین دوره جایزه کتاب سال ایران انتخاب شده‌است).[۵]
- تاریخ اجتماعی آینده(جامعه پسا صنعتی: طبقات، تعارضات و فرهنگ در جامعه برنامه ریزی شده)، مترجم: یونس سلیمان زاده، ناشر: نشر گاه، چاپ نخست: ۱۳۹۸.
- پارادایم جدید، مترجم: سلمان صادقی زاده، ناشر: انتشارات علمی و فرهنگی، چاپ نخست: ۱۳۹۶ (این اثر نامزد نهایی سی و ششمین دوره جایزه کتاب سال ایران بوده‌است).[۶]
- نقد مدرنیته، مترجم: مرتضی مردیها، ناشر: انتشارات گام نو، ۱۳۸۰.